# 域菲 (英國國會選區)
韦克菲尔德（英語：Wakefield），英國國會一郡選區，包括英格蘭約克郡-亨伯西約克郡南部、韦克菲尔德西南部六個地方選區。
創設於1832年，1932年以來一直支持工黨。在2010年大選中工黨議員瑪莉·克力以39.3%選票成功連任。2019年，保守党伊姆兰·艾哈迈德·汗当选议员，2022年辞职。